# الدوري البرازيلي الدرجة الثالثة 1995
الدوري البرازيلي الدرجة الثالثة 1995 هو الموسم 6 من الدوري البرازيلي الدرجة الثالثة. أقيم خلال الفترة 23 أغسطس 1995 وحتى 10 ديسمبر 1995، وأشرف على تنظيمه اتحاد البرازيل لكرة القدم، وكان عدد الأندية المشاركة فيه 107، وفاز فيه نادي 15 نوفمبر ‏.